# Casa Jaume Espona
La Casa Jaume Espona, també coneguda com a Habitatges del Camp d'en Vidal, és un edifici situat als carrers del Camp d'en Vidal i d'Aribau al barri de Sant Gervasi de Barcelona, catalogat com a bé cultural d'interès nacional.

## Història
Va ser projectat l'any 1933 per l'arquitecte Raimon Duran i Reynals i construït entre 1934 i 1935 per encàrrec de Jaume Espona i Brunet. És una de les obres més representatives a Barcelona d'aquest arquitecte  del període racionalista del GATCPAC, i està inclòsa en el Registre ibèric del DOCOMOMO (Organisme internacional per a la Documentació i Conservació de l'arquitectura del Moviment Modern) i en el Registre d'arquitectura moderna a Catalunya (1925-1965).
Hi té la seva seu la Fundació J. Espona, que té per objectiu ajudar les institucions benèfiques que es dediquin al diagnòstic i tractament de pacients que requereixin assistència especialitzada.

## Descripció
Consta de planta baixa i sis pisos. Les façanes, arrebossades i pintades de color verd, s'organitzen en tres cossos, amb el cos central emfatitzat amb balconeres amb finestres incorporades. Els cossos laterals, més estrets, mostren sengles fileres de finestres apaïsades. La distribució en planta proposa una reinterpretació de la tipologia de l'Eixample en disposar quatre habitatges per replà, la qual cosa possibilita una distribució concentrada, enfront del tipus lineal històric, i permet una racional diferenciació funcional de les zones entorn de celoberts especialitzats.
Cal destacar el funcionalisme innovador de les seves distribucions i la claredat en l'organització de l'espai, així com la conjunció del llenguatge racionalista amb la composició classicista de les façanes. A aquests valors cal afegir-hi el mestratge, la influència i l'avanç que ha tingut en la història de l'arquitectura del nostre país.